# العلاقات الإماراتية البليزية
العلاقات الإماراتية البليزية هي العلاقات الثنائية التي تجمع بين الإمارات العربية المتحدة وبليز.

## مقارنة بين البلدين
هذه مقارنة عامة ومرجعية للدولتين:
| وجه المقارنة                                              | الإمارات العربية المتحدة | بليز         |
| --------------------------------------------------------- | ------------------------ | ------------ |
| المساحة (كم2)                                             | 83.60 ألف                | 22.97 ألف    |
| عدد السكان (نسمة)                                         | 9.40 مليون               | 374.68 ألف   |
| الكثافة السكانية (ن./كم²)                                 | 112.44                   | 16.31        |
| العاصمة                                                   | أبو ظبي                  | بلموبان      |
| اللغة الرسمية                                             | اللغة العربية            | لغة إنجليزية |
| العملة                                                    | درهم إماراتي             | دولار بليزي  |
| الناتج المحلي الإجمالي (بليون دولار)                      | 382.58 مليار             | 1.84 مليار   |
| الناتج المحلي الإجمالي (تعادل القوة الشرائية) بليون دولار | 640.72 مليار             | 3.05 مليار   |
| الناتج المحلي الإجمالي الاسمي للفرد دولار أمريكي          | 40.44 ألف                | 4.88 ألف     |
| الناتج المحلي الإجمالي للفرد دولار أمريكي                 | 67.67 ألف                | 8.42 ألف     |
| مؤشر التنمية البشرية                                      | 0.835                    | 0.715        |
| رمز المكالمات الدولي                                      | +971                     | +501         |
| رمز الإنترنت                                              | .ae، .امارات             | .bz          |
| المنطقة الزمنية                                           | ت ع م+04:00              | 00           |

## منظمات دولية مشتركة
يشترك البلدان في عضوية مجموعة من المنظمات الدولية، منها:
| علم المنظمة | اسم المنظمة                        | تاريخ انضمام الإمارات العربية المتحدة | تاريخ انضمام بليز |
| ----------- | ---------------------------------- | ------------------------------------- | ----------------- |
|             | مؤسسة التنمية الدولية              | 23 ديسمبر 1981                        | 19 مارس 1982      |
|             | يونسكو                             | 20 أبريل 1972                         | 10 مايو 1982      |
|             | وكالة ضمان الاستثمار متعدد الأطراف | 20 أكتوبر 1993                        | 29 يونيو 1992     |
|             | الأمم المتحدة                      | 9 ديسمبر 1971                         | 25 سبتمبر 1981    |
|             | الفريق المعني برصد الأرض           | ?                                     | ?                 |
|             | الاتحاد البريدي العالمي            | ?                                     | ?                 |
|             | البنك الدولي للإنشاء والتعمير      | 22 سبتمبر 1972                        | 19 مارس 1982      |
|             | الاتحاد الدولي للاتصالات           | 27 يونيو 1972                         | 16 ديسمبر 1981    |
|             | منظمة حظر الأسلحة الكيميائية       | ?                                     | ?                 |
|             | مؤسسة التمويل الدولية              | 30 سبتمبر 1977                        | 19 مارس 1982      |
|             | منظمة التجارة العالمية             | ?                                     | ?                 |
|             | منظمة الشرطة الجنائية الدولية      | ?                                     | ?                 |

## وصلات خارجية
- موقع وزارة الخارجية الإماراتية
- موقع وزارة الخارجية البليزية